# Shahrak-e Benat ol Hodá
Shahrak-e Benat ol Hodá (persiska: Kūy-e Bent ol Hodá, شهرک بنت الهدی) är en ort i Iran.   Den ligger i provinsen Khuzestan, i den centrala delen av landet, 400 km söder om huvudstaden Teheran. Shahrak-e Benat ol Hodá ligger 754 meter över havet och antalet invånare är 230.
Terrängen runt Shahrak-e Benat ol Hodá är kuperad åt nordväst, men åt sydost är den bergig. Runt Shahrak-e Benat ol Hodá är det ganska tätbefolkat, med 56 invånare per kvadratkilometer. Närmaste större samhälle är Shū Gol-e Ḩājjīvand, 9,9 km väster om Shahrak-e Benat ol Hodá. Omgivningarna runt Shahrak-e Benat ol Hodá är i huvudsak ett öppet busklandskap.